# Jaka Pucihar
Jaka Pucihar, slovenski skladatelj, aranžer, jazzovski pianist in pedagog, * 1976, Horjul.
Na Akademiji za glasbo v Ljubljani je leta 1998 diplomiral iz kompozicije in glasbene teorije v razredu prof. Alojza Srebotnjaka. Na isti ustanovi je opravil še podiplomski študij, hkrati pa je od leta 1999 asistent, ki poučuje harmonijo, improvizacijo, jazz harmonijo in jazz aranžiranje. Leta 1998 je prejel študentsko Prešernovo nagrado.
Sedaj poučuje na akademiji za glasbo, aranžira, sklada, ter je oče treh otrok.